# Гаріфуліна Нурдіда Кіяметдінівна
Нурдіда Кіяметдінівна Гаріфуліна (21 березня 1925 — 16 лютого 2022) — передовик радянського сільського господарства, доярка Ульяновської обласної державної дослідної станції тваринництва, Майнський район, Герой Соціалістичної Праці (1973).

## Біографія
Народилася в 1925 році в селі Єнганаєво, Мелекеського повіту Самарської губернії в селянській татарській родині.
Завершила навчання в Єнганаєвській початковій школі. У 1936 році вся сім'я переїхала в учгосп Ульяновського сільськогосподарського інституту в селище Октябрський. Рано почала працювати. У 1936 році стала працювати свинаркою в цьому господарстві. У 15 років вийшла заміж. її чоловік Зенітулла повернувся з фронту інвалідом.
В 1947 році вона переїхала в Майнський район де влаштовується на Анненковську станцію тваринництва. Продовжила працювати свинаркою, а з 1950 року почала працювати дояркою. Була передовиком виробництва, протягом ряду років отримувала в середньому більше 7000 кілограмів молока від кожної закріпленої корови. Неодноразово була учасницею виставок досягнень народного господарства.
Указом Президії Верховної Ради СРСР від 6 вересня 1973 року за отримання високих результатів у сільському господарстві і рекордні показники у тваринництві Нурдіді Кіяметдінівні Гаріфуліній присвоєно звання Героя Соціалістичної Праці з врученням ордена Леніна і медалі «Серп і Молот».
Продовжувала й надалі працювати в сільському господарстві. З 1980 року на заслуженому відпочинку.
Проживала в місті Ульяновську.
Померла 16 лютого 2022 року.

## Нагороди
- золота зірка «Серп і Молот» (06.09.1973)
- орден Леніна (06.09.1973)
- Орден Трудового Червоного Прапора (27.08.1971)
- інші медалі.